# 拉尔德亚德洛维斯波
拉尔德亚德洛维斯波，是西班牙埃斯特雷马杜拉卡塞雷斯省的一个市镇。总面积38平方公里，总人口363人（2001年），人口密度10人/平方公里。